# Meshibe
Meshibe（めしべ）は、「筋肉乙女スウィート・アナコンダ・えんどぅ」と「脱衣痴嬢アスカボーダーランド」によるダンスユニットである。目標はノブ&フッキー。

## メンバー
- スウィート・アナコンダ・えんどぅ[2] - 担当：筋肉乙女
- アスカボーダーランド[3] - 担当：脱衣痴嬢、TKB教祖

## 出演

### TV
- TV東京　ダイナマイトバカソウル

### イベント
- 2009. 11　　Cavarela vol.4
- 2010. 10　　M&M’s　（2010～隔月出演）
- 2011. 03　　「三十路だよ！全員集合！」余興フェス2011
- 2011. 12　　春田直樹　川崎クラブチッタ　ワンマンライブ
- 2011. 12　　テレビ東京　バカソウル公開収録
- 2012. 03　　ワンマンライブ　余興フェス2012　微熱
- 2012. 06　　みちのくプロレス　後楽園ホール大会　前座
- 2012. 09　　ジャイアンナイト
- 2012. 11　　綾小路翔　presents　「六本木夜想會」
- 2013. 03    ワンマンライブ　余興フェス2013　密会　@新宿ニュージャパン
- 2013. 03    UstreamerMeetup vol.1
- 2013. 09    ソフトオンデマンド週刊MMてれび学園祭
- 2014. 03　　ワンマンライブ　余興フェス2014　秘宝　@新宿ニュージャパン
- 2014. 04　　電撃ネットワーク「デンゲキピック」@渋谷WWW
- 2014. 07　　南部虎弾バースデーライブ「クレイ爺ナイト」@V2Tokyo

### Ustream
レギュラー番組
- Meshibeと夜のお遊戯 ☆MeshibeYuugi☆[4]（Ustream、隔週土曜21:00 - ）

ゲスト出演
- 羽つき！エンジェルス★ナイト[5][6]（Ustream、2011年）